# 3338 Richter
3338 Richter è un asteroide della fascia principale del diametro medio di circa 6,08 km. Scoperto nel 1973, presenta un'orbita caratterizzata da un semiasse maggiore pari a 2,1466561 UA e da un'eccentricità di 0,1698901, inclinata di 0,73416° rispetto all'eclittica.